# Varzea altamazonica
Varzea altamazonica là một loài thằn lằn trong họ Scincidae. Loài này được Miralles, Barrio-Amoros, Rivas, Chaparro-Auza mô tả khoa học đầu tiên năm 2006.